# Lago Donner
El lago Donner es un lago de Estados Unidos, situado en el estado de California.

## Geografía
El lago se encuentra en el borde oriental de Sierra Nevada y a unos 18 kilómetros al noroeste del lago Tahoe. Una morrena sirve de presa natural para el lago. El lago está situado en la ciudad de Truckee, entre  la autopista interestatal 80  al norte y una estación de ferrocarril de Amtrak  al sur. La histórica ruta U.S. 40 pasa por la  orilla del lago,luego sube por el Paso de Donner donde puede  verse el lago en toda su extensión. El lago tiene una longitud de 4,38 kilómetros y una anchura de 1 kilómetro.

## Historia
Tanto el lago como el paso deben su nombre a la desafortunada Expedición Donner, que pasó el fatídico invierno de 1846, durante la fiebre del oro en las proximidades del lago. Quedaron  bloqueados por la nieve, y algunos colonos practicaron el canibalismo para sobrevivir.

## Turismo
El Donner Memorial State Park se encuentra en la zona oeste de lago y dispone de un  gran camping con acceso a diferentes playas. También hay diversas rutas para hacer  senderismo en el parque y que los visitantes disfruten.